# Húng Láng
Húng Láng là tên gọi chỉ loại rau thơm và thông thường có hai cách hiểu:
1. Theo nghĩa rộng, húng Láng chỉ các loại rau húng nói chung được trồng ở Kẻ Láng (hay làng Láng) một vùng đất ngoại ô của kinh thành Thăng Long xưa, nay là địa phận phường Láng Hạ và Láng Thượng, quận Đống Đa thành phố Hà Nội. Vùng đất này với các đặc trưng thổ nhưỡng và nguồn nước khiến nhiều loại rau gia vị được trồng cho hương vị thơm ngon đặc biệt,[1] trong đó nổi tiếng nhất là rau húng. Húng Láng gồm ba loại là húng thơm (hay thơm, thơm Láng), húng dũi (hay húng lủi, húng nhủi) và húng dồi (hay é, húng chó, húng quế).
2. Theo nghĩa hẹp, húng Láng là từ chỉ cây húng thơm, thơm hay thơm Láng có thân, cuống lá và gân lá màu tím, mặt lá xanh được trồng trên đất Kẻ Láng, Thăng Long Hà Nội, nổi bật hàng đầu trong số các gia vị rau thơm, "không thể trộn lẫn và không thể thiếu trong các món ăn của người thủ đô"[2] (như phở, bún thang, bánh cuốn, bún chả, chả cá).

## Đặc điểm cây húng thơm, thơm Láng
Cây húng thơm (hay cây thơm Láng) lá nhỏ ít răng cưa, mọc lan thành khóm, không mọc thành bụi to như húng giổi. Mặt lá màu xanh thẫm, cuống và gân lá màu tím. Thân cây đanh lẳn, tròn, màu tím sẫm, không có lông. Lá có mùi thơm dịu hơn húng quế (húng chó hay húng giổi) hay húng lủi (có nơi gọi là bạc hà). Húng có hoa nhưng không có hạt. Người trồng húng phải chọn ngắt những thân cây bánh tẻ trồng xuống đất ẩm. Sau vài ngày, húng sẽ đâm rễ và phát triển.
Tại Việt Nam, rau này là loại húng đặc sản của làng Láng, nên có tên là húng Láng. Làng Láng xưa thuộc xã Yên Lãng, gần cửa Bảo Khánh của kinh thành Thăng Long; nay thuộc phường Láng Thượng, quận Đống Đa, Hà Nội. Hương vị đặc biệt của húng Láng sẽ giảm đi khi đem trồng ở vùng đất khác.

## Thực trạng
Từ những thập niên 90 của thế kỷ 20, quá trình đô thị hóa tại Hà Nội dần làm biến mất nhiều làng nghề nổi tiếng trong đó có làng Láng. Đất vốn dành để trồng rau thơm của vùng kẻ Láng xưa giờ chuyển thành đất xây dựng, húng Láng đã ngày một ít đi thậm chí đang trên đà tuyệt chủng.

## Húng Láng trong văn chương
Từ lâu, húng Láng được nhắc đến trong câu ca dao nói về đặc sản của Hà Nội:
Dưa La, húng Láng, ngổ Đầm
Cá rô đầm Sét, sâm cầm hồ Tây.
Cốm Vòng, gạo tám Mễ Trì
Tương Bần, húng Láng còn gì ngon hơn